# Dicranum toninii
Dicranum toninii är en bladmossart som beskrevs av C. Müller 1897. Dicranum toninii ingår i släktet kvastmossor, och familjen Dicranaceae. Inga underarter finns listade i Catalogue of Life.